# Debabarrena
Debabarrena officiellement en basque ou Bajo Deva en espagnol est une comarque dans la province du Guipuscoa, dans la Communauté autonome basque en Espagne.

## Géographie
Elle est située dans l'extrémité nord-ouest de la province et occupe la partie inférieure du bassin de la rivière Deba et la limite avec la province de Biscaye. Son extension est de 180.3 km². Elle limitée au sud avec la comarque de l'Debagoiena, à l'est avec les comarques biscaïennes de Lea-Artibai et le Durangaldea et à l'ouest avec la comarque d'Urola Kosta, au nord elle est baignée par la mer Cantabrique.
Elle est composée des communes suivantes : Eibar, Soraluze, Elgoibar, Mendaro, Deba et Mutriku et pour différents services sont aussi intégrés dans cette comarque, Mallabia et Ermua de Biscaye. En rigidité ces 2 dernières communes appartiennent au secteur biscaïen du Durangaldea mais en restant dans le bassin du Deva, ces 2 communes biscaïennes et la ville d'Eibar sont situés dans la vallée de la rivière Ego, et les organismes régionaux du Debabarrena y prennent part activement.
Mutriku reste hors de la vallée du Deba, entre l'embouchure de cette rivière et la limite de la province de Biscaye, dans un petit bassin distinct.

## Communes
Deba, Eibar, Elgoibar, Mendaro, Mutriku, Soraluze
| # | Municipalité | Maire                           | Parti politique   | Population | % Population | Territoire en km² |
| - | ------------ | ------------------------------- | ----------------- | ---------- | ------------ | ----------------- |
| 1 | Deba         | Jesús Mª Agirrezabala Goitoquia | Eusko Alkartasuna | 5 274      | 9,8          | 51,54             |
| 2 | Eibar        | Miguel De los Toyos Nazabal     | PSE-EE/PSOE       | 27 784     | 51,4         | 24,78             |
| 3 | Elgoibar     | Alfredo Etxeberria Murua        | PNV               | 10 524     | 19,4         | 39,11             |
| 4 | Mendaro      | Irune Berasaluze Lazkano        | PNV               | 1 587      | 2,9          | 25,39             |
| 5 | Mutriku      | Josebe Astigarraga Lete         | PNV               | 4 752      | 8,8          | 27,69             |
| 6 | Soraluze     | Jose Luis Arizaga Urizar        | ANV               | 4 158      | 7,7          | 14,22             |
|   | Debabarrena  |                                 |                   | 54 079     | 100          | 182,73            |